# Radio Charivari Rosenheim
Radio Charivari Rosenheim (kurz Radio Charivari) ist ein privater Hörfunksender aus Rosenheim mit einer lokalen Ausrichtung im Programm. Im selben Funkhaus wird das Rosenheimer Lokalfenster von Radio Galaxy und Alpin FM produziert. Charivari erreicht laut Funkanalyse Bayern 2016 12.000 Hörer in der Durchschnittsstunde und ist damit der reichweitenstärkste Regionalsender im südostoberbayerischen Raum.

## Programm
Radio Charivari sieht sich selbst als Radio für die ganze Familie. Nach eigenen Angaben liegt der inhaltliche Schwerpunkt des Programms in der Berichterstattung über die Region. Musikalisch wird eine Mischung aus Oldies und aktuellen Hits gespielt, ein sogenanntes oldie-based AC-Format. Die werktägliche Frühsendung wird abwechselnd von Andreas Nickl und Patrick Wurmbach moderiert. Weitere Moderatoren des Senders sind Franca Lieb, Christian Baab, Gaby Hertlein, Thorsten Kalteiß, Dominik Hein, Christoph Grabner, Anne Schuster und Peter Gansinger. Lokale Nachrichten gibt es tagsüber zu jeder halben Stunde, überregionale Nachrichten zu jeder vollen Stunde. Überregionale Inhalte werden teilweise von der BLR zugeliefert. Bekanntheit erlangte Charivari als erster Sender, der dreimal täglich Nachrichten in bayerischer Sprache ausstrahlt.
Radio Charivari sendet 24 Stunden täglich. In den Abendstunden gibt es regelmäßig unterschiedliche Sendungen des nicht-kommerziellen Spartenanbieters Radio Regenbogen zu hören. Dieser sendet mit eigener Rundfunklizenz.

## Empfang
Radio Charivari kann über folgende UKW-Frequenzen, sowie über Kabel und als Webstream empfangen werden:
- Rosenheim-Land: 96,7 MHz
- Rosenheim-Stadt: 92,3 MHz
- Wasserburg: 100,6 MHz
- Prien am Chiemsee: 104,2 MHz
- Oberaudorf: 104,2 MHz

Radio Galaxy ist über die terrestrische Frequenz aus Rosenheim 106,6 MHz empfangbar. Die digitalen Zusatzangebote „Radio Charivari 2 - Rosenheims Oldiesender“ und "Radio Charivari 3 - Rosenheimer Heimatwelle"  werden über das Rosenheimer Kabelnetz und im Internet verbreitet. Seit 1. Juli 2019 werden Charivari, Galaxy und Alpin FM auf Kanal 7A (Oberbayern Süd) u. a. über den Sender Wendelstein in DAB+ ausgestrahlt.